# La-Boum
La-Boum ist eine 1994 in Nürnberg gegründete Pop-Band. Sie spielt eine Mischung aus Ska, Folk und Independent. Die Band benannte sich nach dem gleichnamigen Film La Boum – Die Fete.

## Geschichte
Der Sänger Gregor, der Bassist Haui, der Gitarrist Butz, der Schlagzeuger Popov und der Akkordeonspieler Arne gründeten 1994 die Band La-Boum. Den Bandnamen entlehnten sie der gleichnamigen Teenager-Komödie von 1980 mit Sophie Marceau und Claude Brasseur. Ihren Stil nannten sie damals „Katzenmusik“. 1996 erschien im Eigenvertrieb die erste CD Multiloop des Quintettes. Zwei Jahre später verließ der Sänger Gregor die Band nach einer gescheiterten Zusammenarbeit mit einem kommerziellen Musikproduzenten. La-Boum machte vorerst zu viert weiter, bis 1999 der Gitarrist Chris dazukam. In den folgenden Jahren versuchte sie sich an verschiedenen musikalischen Stilistiken und brachte neben „verstärkter“ Musik auch eine elektronische Remix-CD heraus. Zur Jahrtausendwende besann sich die Band ihrer Wurzeln und machte fortan wieder akustisch basierte Musik. Der neue Akkordeonspieler Armario stieß 2000 dazu. Es folgten zahlreiche Konzerte im Deutschland und ab 2001 jeden Sommer ein gemeinsamer Urlaub samt Instrumenten, der La-Boum als Straßenmusiker bis nach Barcelona, Florenz, Budapest oder Wien führte. 2009 feierte sie im Festsaal des KunstKulturQuartieres in der aktuellen Besetzung mit neuem Schlagzeuger Basti und inzwischen acht Veröffentlichungen 15-jähriges Jubiläum. Das 20-jährige Bandjubiläum wurde im Hirsch, Nürnberg gefeiert.

## Konzerte
Außer bei Einzelkonzerten in ganz Deutschland traten La-Boum bei etlichen Festivals auf, beispielsweise beim Bardentreffen und Blaue Nacht, Nürnberg; Tollwood-Festival, München; Weinturm Open Air, Bad Windsheim;
Flammende Sterne, Gera; Sziget, Budapest und Umsonst-und-draußen-Festival, Würzburg.
Weitere europaweite Gastspiele gaben sie in Italien (Florenz, Siena, Gardasee), Österreich (Wien, Linz, Sölden), Spanien (Barcelona), Tschechien (Litomericky, Revnice), Ungarn (Budapest) und Belgien (Aalst).

## Diskografie
- 1996: Multiloop (CD, Eigenverlag)
- 1999: in the supermarket (CD, Eigenverlag)
- 2000: the remixes (CD, Eigenverlag)
- 2001: Lagerfeuer Hits (Mini-CD, Eigenverlag)
- 2003: mas i mas (CD, Eigenverlag)
- 2004: minutes per second (CD, Eigenverlag)
- 2006: shout out! (CD, Eigenverlag)
- 2008: no regrets (CD, Eigenverlag)
- 2010: digging for gold (CD, Eigenverlag)
- 2014: alley cat shuffle (CD, Eigenverlag)